# Blue Gene (superordinateur)
Pour les articles homonymes, voir Blue Gene.
Pour l’article ayant un titre homophone, voir Blue Jean.

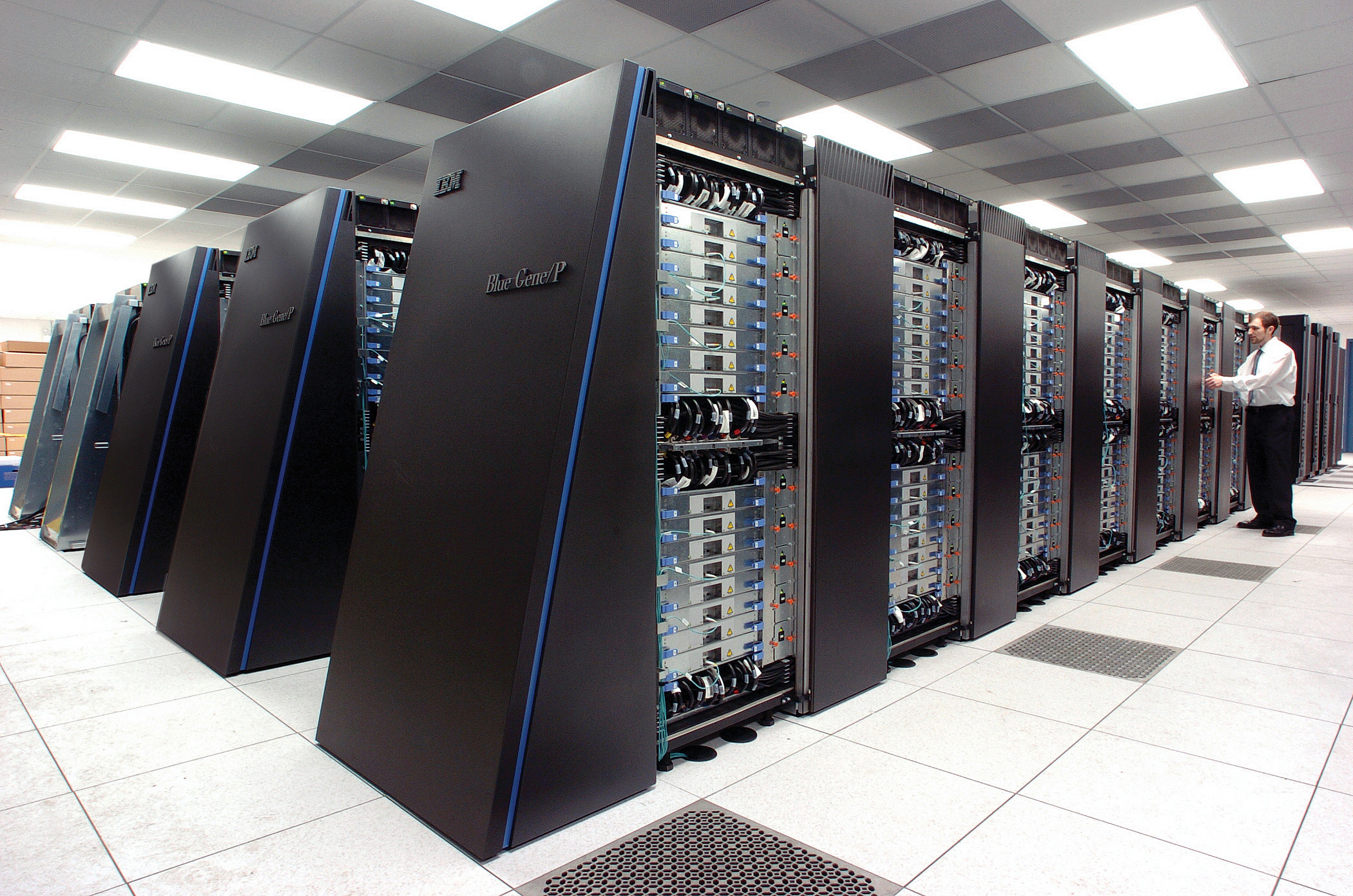
IBM Blue Gene P.

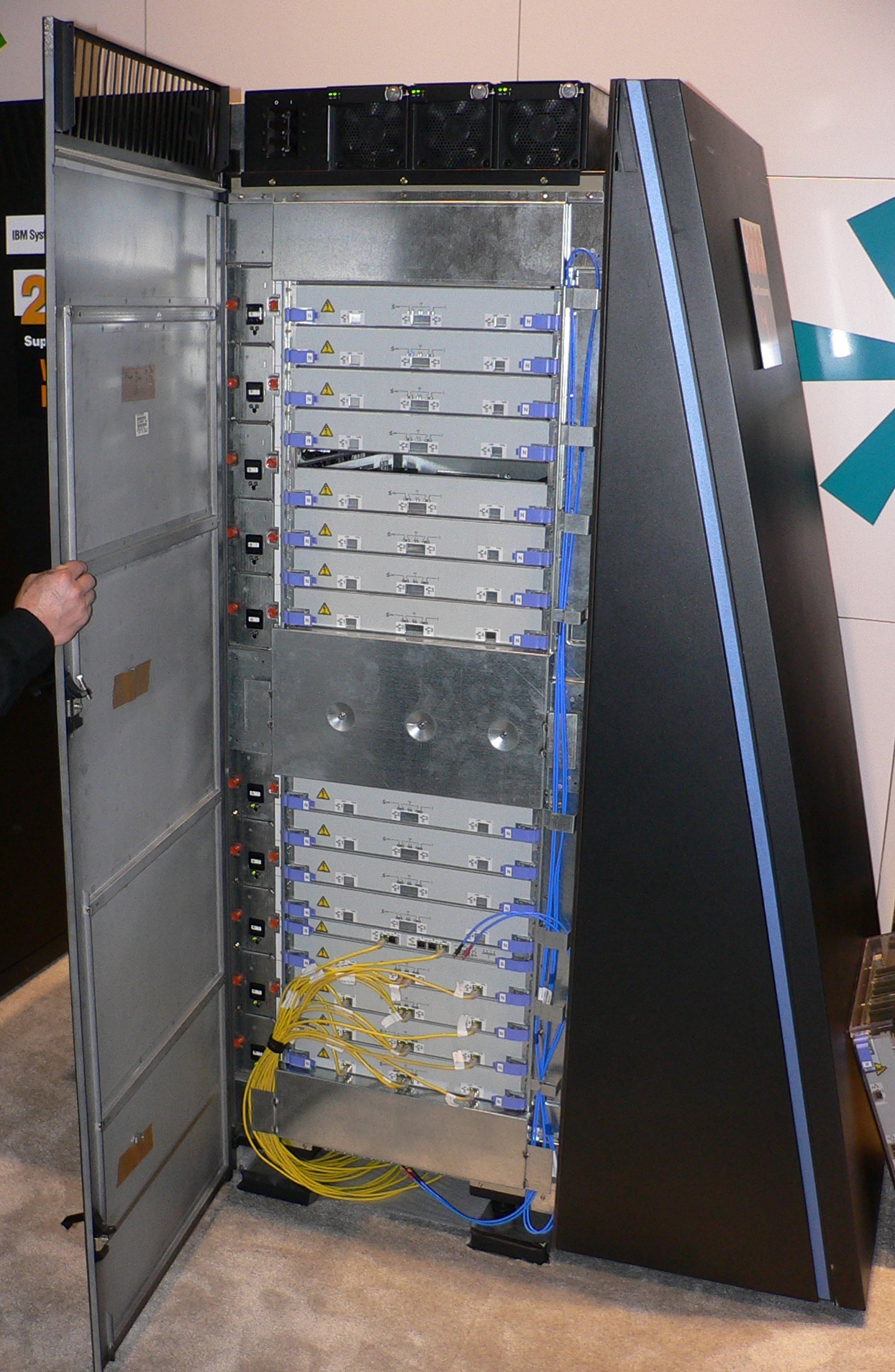
Une des armoires de Blue Gene/L.

Blue Gene est une architecture de superordinateurs. Le projet est cofinancé par le département de l'Énergie des États-Unis et développé par IBM. Plusieurs modèles existent dans le monde, le Blue Gene étant le premier superordinateur à être commercialisé et produit en plusieurs exemplaires. Une machine Blue Gene a notamment été commandée par l'organisation Astron, aux Pays-Bas, à des fins de recherche astronomique - LOFAR.

## Historique
Il a pris la tête du classement TOP500 du 16 septembre 2004 au 26 octobre 2004 (dans une version non finalisée), avec 36,01 téraflops au test LINPACK. Le record était précédemment détenu par le NEC Earth Simulator de 35,86 téraflops. L'architecture évolua jusqu'à 280 téraflops en octobre 2005, 367[réf. nécessaire] téraflops (record réalisé avec 131 072 processeurs), puis 478 téraflops en novembre 2007.
Blue Gene fut dépassé par le supercalculateur Columbia (42,7 téraflops) avant de reprendre l'avantage, le même mois, avec 70,7 téraflops (32 768 processeurs à 700 MHz). En juin 2008, il perd à nouveau son titre face à un ordinateur militaire, Roadrunner, construit à base de processeurs Cell.
En octobre 2006, trois ordinateurs Blue Gene étaient classés parmi les 10 ordinateurs les plus puissants de la planète. Deux Blue Gene avaient été installés en France, dont l'un au Centre de calcul du CNRS à Orsay.
En 2009, IBM se voit décerner la National Medal of Technology and Innovation pour le développement du Blue Gene. Des chercheurs de l'université Stanford parviennent à modéliser le cerveau d'un chat (144 tera pour un milliard de neurones et 10 trillions de synapses), après avoir réussi l'opération avec un cerveau de rat en 2007.

## Caractéristiques du BlueGene/L
- alimentation : 1 mégawatt
- 1 024 adapteurs ethernet (1Gb/s chacun)
- ASIC intégrant deux contrôleurs embarqués PowerPC 440, un sous-système de mémoire cache et un de communication : 212 992 processeurs (novembre 2007)
- mémoire vive : 16 To de type DDR
- capacité de stockage : 400 To
- Système d'exploitation : AIX
- puissance actuelle (novembre 2007) : 478.2 téraflops

## Emploi de la machine

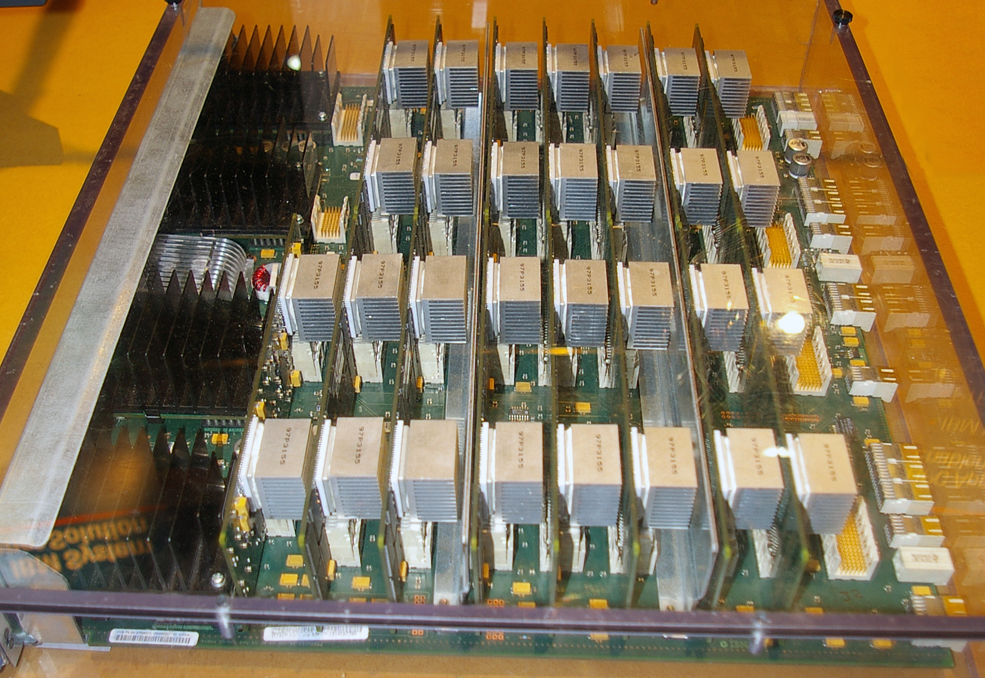
Une rack de Blue Gene/L montrant une carte de processeurs.

- Simuler en temps réel des repliements de protéines (voir prion) dans le cadre de recherche en génétique ;
- Data mining intensif sur des statistiques médicales à grande échelle pour en découvrir les corrélations cachées ;
- Analyse en temps réel de signaux radioastronomiques dans le cadre des recherches sur l'origine de l'univers ;
- Simuler le vieillissement d'une centrale nucléaire à court et long terme et analyser les dégradations causées par la radioactivité (EDF) ;
- Blue Brain - simulation d'une colonne corticale humaine ;